# Vichai Srivaddhanaprabha
Vichai Srivaddhanaprabha (วิชัย ศรีวัฒนประภา), nato Vichai Raksriaksorn (วิชัย รักศรีอักษร; Bangkok, 4 aprile 1958 oppure 5 giugno 1958 – Leicester, 27 ottobre 2018) è stato un imprenditore e dirigente sportivo thailandese.
Fondatore e proprietario dell'azienda King Power Group, fu presidente del Leicester City dal 2011 sino alla morte. Era inoltre a capo, dal 2017, di un'altra società calcistica, il belga Oud-Heverlee Leuven.
Nominato ambasciatore della Thailandia, era, secondo la rivista Forbes, il quinto uomo più ricco del paese nonché il 388º al mondo al momento della morte. Il suo patrimonio stimato era di 5,2 miliardi di dollari (circa 4,3 miliardi di euro).

## Biografia
Nacque da una famiglia di origine cinese, con il cognome Raksriaksorn. Fondò l'azienda King Power, società di duty-free il cui primo negozio fu aperto nel 1989 in Thailandia. Sposato con Aimon, ebbe 4 figli: Voramas, Apichet, Arunroong e Aiyawatt. Il cognome nativo fu poi mutato in  Srivaddhanaprabha (traducibile in italiano come «luce di gloria progressiva») da un'onorificenza, concessa dal re locale Bhumibol Adulyadej.
Nel 2010 acquistò il Leicester City Football Club, con il figlio Aiyawatt che divenne vicepresidente; Apichet assunse, invece, la carica di direttore esecutivo. A livello sportivo, le Foxes raggiunsero la promozione in Premier League nel 2014 e l'anno seguente pervennero alla salvezza. Nell'estate 2015, dopo l'esonero di Nigel Pearson, ingaggiò l'italiano Claudio Ranieri; il 2 maggio 2016, la squadra vinse contro ogni pronostico il titolo nazionale. L'anno successivo esordì invece in Champions League, arrivando fino ai quarti. A maggio 2017 acquistò un'altra società, l'Oud-Heverlee Leuven, iscritta alla seconda divisione belga.

### La morte
Perde la vita il 27 ottobre 2018, quando l'elicottero su cui si trovava (decollato dal King Power Stadium dopo la partita del Leicester con il West Ham) si schianta fuori dall'impianto andando successivamente a fuoco. L'ufficialità della morte viene comunicata dal club il giorno seguente. Assieme a lui muoiono anche le altre 4 persone presenti sul mezzo: il pilota Eric Swaffer, la sua compagna Izabela Roza Lechowicz (anche lei pilota), i membri del suo staff: Kaveporn Punpare e Nusara Suknamai (ex reginetta di bellezza thailandese, seconda al concorso di Miss Universo nel 2005).
In segno di lutto per la sua morte, la partita di Coppa di Lega contro il Southampton (prevista per il 30 ottobre) viene rinviata. Il primo funerale, celebrato con rito buddista, si svolge il 3 novembre in un tempio della capitale.